# Friedrich Buchenau
Friedrich (Fritz) Buchenau (* 4. Juni 1914 in Unterellen; † 8. März 1991 in Kempten) war ein deutscher Offizier der Wehrmacht und Brigadegeneral des Heeres der Bundeswehr, zuletzt Kommandeur der Artillerieschule in Idar-Oberstein.

## Leben
Buchenau wurde als Sohn eines Landwirts geboren. Von Herbst 1934 bis Sommer 1935 studierte er zwei Semester Nationalökonomie an der Georg-August-Universität Göttingen, bevor er am 1. Oktober als Offizieranwärter beim Artillerieregiment 55 in Braunschweig in die Wehrmacht eintrat.
Zu den zahlreichen Verwendungen im Zweiten Weltkrieg gehörte von April 1944 bis Januar 1945 Inspektionschef, Lehrgruppen-Kommandeur und Kommandeur Lehrstab IV der Schule für Fahnenjunker der Artillerie (Artillerie-Schule III) in Groß Born und bis April 1945 des Fahnenjunker-Regiments 4 der Artillerie-Schule II in Groß Born. Im Mai 1945 war er in US-amerikanischer Kriegsgefangenschaft.
Von Mai 1945 bis September 1948 war er Gutsdirektor der Bayerischen Landessiedlung in München und nach einigen Monaten Arbeitslosigkeit ab April 1949 Sachbearbeiter und Leiter des Ernährungsamtes A in Buchlohe und ab Oktober 1950 Sachbearbeiter im Landwirtschaftsamt Augsburg.
Am 1. März 1956 wurde er als Major in die Bundeswehr übernommen und zunächst Prüfgruppenleiter der Annahmeorganisation Regensburg. Im Juli 1956 wurde er Inspektionschef und Leiter Fahnenjunkerlehrgänge an der Artillerieschule in Idar-Oberstein. Im Dezember 1959 wechselte er als Bataillonskommandeur Feldartilleriebataillon 285 nach Donauwörth, das er bis September 1962 blieb. Währenddessen war er im August und September 1961 Führer Artilleriegruppe des II. Korps in Ulm und absolvierte vom 17. Februar bis 18. April 1962 den Brigadeführerlehrgang an der Führungsakademie der Bundeswehr in Hamburg. Im Oktober 1962 wurde er stellvertretender Brigadekommandeur der Panzergrenadierbrigade 11 in Bogen und besuchte im Februar 1964 den Regimentsführerlehrgang an der Artillerieschule in Idar-Oberstein, bevor er im Oktober 1964 Regimentskommandeur Artillerieregiment 4 in Regensburg wurde. Am 28. Mai 1965 wurde er zum Oberst ernannt. Im April 1968 übernahm er die Lehrgruppe A an der Artillerieschule in Idar-Oberstein und war schließlich von Oktober 1969 bis zur Versetzung in den Ruhestand im Juni 1972 Kommandeur der Artillerieschule in Idar-Oberstein.

## Auszeichnungen
- 11. Februar 1945: Verwundetenabzeichen in Gold (fünfmal verwundet)
- 23. Februar 1945: Deutsches Kreuz in Gold
- 19. März 1945: Ehrenblattspange des Heeres
- 28. März 1945: Ritterkreuz des Eisernen Kreuzes (Nr. 4913)
- 1945: Sonderabzeichen für das Niederkämpfen von Panzerkampfwagen durch Einzelkämpfer
- 16. März 1972: Verdienstkreuz I. Klasse des Verdienstordens der Bundesrepublik Deutschland